# Wilhelm Schulz (Politiker, 1890)
Wilhelm Schulz (* 12. Dezember 1890 in Bad Homburg vor der Höhe; † nach 1937) war ein deutscher Jurist und Mitglied des Provinziallandtages der Provinz Hessen-Nassau.

## Leben
Wilhelm Schulz war promovierter Jurist und musste Kriegsdienst leisten. Zu Beginn der 1920er Jahre war er zunächst Angestellter bei der Deutschen Bank, bis er 1925 Syndikus des Haus- und Grundbesitzervereins in Frankfurt am Main wurde. 
1930 erhielt er ein Mandat für den Nassauischen Kommunallandtag des preußischen Regierungsbezirks Wiesbaden bzw. des Provinziallandtages der Provinz Hessen-Nassau. Er war für den Stadtkreis Frankfurt in dem Parlament, wo er Mitglied des Beamten- und Eingabeausschusses sowie des Finanzausschusses war. Sein Interessengebiet war die Gewährung von Krediten ohne übliche Realsteuerzuschläge für verschuldete Gemeinden. 1930/1931 war er stellvertretendes Mitglied des Landesausschusses.
Schulz war Mitglied der Reichspartei des deutschen Mittelstandes.
Bei den Landtagswahlen 1933 blieb seine Kandidatur ohne Erfolg. 
Die NSDAP-Gauleitung plante die Gleichschaltung der Hausbesitzervereine des Rhein-Main-Gebietes. Gegen diese Absicht veröffentlichte er eine Denkschrift mit der Folge, dass sein Arbeitsverhältnis 1937 fristlos gekündigt wurde. Er trat aus der NSDAP aus und betätigte sich fortan als selbständiger Wirtschaftsberater. Über seinen weiteren Lebensweg gibt die Quellenlage keine Aufschlüsse. 